# Reichsgewerbegesetz
Das Reichsgewerbegesetz vom 16. August 1731 (auch als Reichszunftgesetz bekannt) wird auf Betreiben des preußischen Königs Friedrich Wilhelm I. vom Reichstag erlassen. Die Autonomie der Zünfte wird eingeschränkt und der Zugang zum Handwerk erleichtert. Gleichzeitig wird das Lehrlings- und Gesellenwesen neu geordnet. 
Die Zünfte verlieren ihre eigene Gerichtsbarkeit. Rechtliche Auseinandersetzungen müssen nun vor öffentlichen Gerichten ausgetragen werden. Durch die Erleichterung des Zugangs zum Handwerk und die Erhöhung der Zahl von Meistern und Gesellen wird das Monopol der Zünfte gebrochen. 
Die Gesellenausbildung wird festen Regeln und Kontrollen unterworfen. Die Erteilung von Lehrzeugnissen wird genau geregelt. Gesellenverbände und Arbeitskämpfe sind verboten. Arbeitsverweigerungen werden mit drastischen Strafen bis hin zur Todesstrafe geahndet. 

## Quelle
- Chronik der Deutschen, Harenberg-Verlag, ISBN 3-88379-023-0, Seite 397